# UTC+11
UTC+11 е часово отместване използвано:

## Като стандартно време през цялата година
- Микронезия
  - Кошрай, Понпей и околността
- Нова Каледония
- Соломонови острови
- Вануату
- Русия
  - Приморски край (включително Владивосток)
  - о-в Сахалин
  - Хабаровски край
  - Якутия – централна част

## Като лятно часово време
- Австралия
  - Австралийска столична територия
  - Нов Южен Уелс (без град Броукън Хил)
  - Тасмания
  - Виктория